# 1990: I guerrieri del Bronx
1990: Os Guerreiros do Bronx (Título em italiano: 1990: I Guerrieri Del Bronx) é um  filme de ficção italiano lançado no ano de 1982, dirigido por Enzo G. Castellari.

## Sinopse
Em 1990, o Bronx é declarado "Terra de Ninguém" pelo governo, as autoridades desistiram de tentar restaurar a lei no bairro, sendo o local dominado por gangues de criminosos.
Ann, (Stefania Girolami) filha de um político poderoso e futuro líder da famosa multinacional "Manhattan Corporation", foge de casa sem uma razão aparente. Ela se esconde no Bronx, onde, no entanto, é assediada por alguns ladrões, sendo salva pelos homens da gangue chamada "Riders", a gangue mais importante do Bronx. O líder da Gangue é chamado de Trash,(Mark Gregory) um jovem de grande coragem, com ética e um código de honra, ao contrário de outros líderes. A Manhattan Corporation contrata um psicopata cruel e mercenário chamado Hammer (Vic Morrow), fazendo com que as várias gangues existente no Bronx, lutem uma contra as outras, para com isso levar Ann de volta.